# Большие Швакшты
Больши́е Шва́кшты (бел. Вялі́кія Шва́кшты; в русскоязычных источниках встречаются и другие варианты наименования) — озеро в Поставском районе Витебской области Беларуси. Относится к бассейну реки Страча. Входит в состав гидрологического заказника «Швакшты», относящегося к национальному парку «Нарочанский».
Большие Швакшты — самое крупное озеро Поставского района, однако не обладает существенной глубиной. Тем не менее, озеро отличается чистотой воды и относительно благоприятным экологическим режимом.

## Название
Название Большие Швакшты, вероятно, имеет германское происхождение и связано с проникновением варягов в Восточную Европу. Слово «Швакшты» созвучно с древнеисландским skvakka «издавать звук».
Другой весьма распространённый вариант названия озера в русском языке — Великие Швакшты. Кроме того, в русскоязычных источниках встречаются варианты Большая Швакшта, Большое Швакшта, Большое Швакшто. В белорусском языке существует альтернативный вариант названия Вялікая Швакшта.

## География
Озеро находится в 22 км к юго-западу от города Поставы и в 8 км к северо-западу от озера Нарочь. На западном берегу располагаются деревни Бояры и Роскошь. Высота над уровнем моря составляет 175,5 м.
В озеро впадают пять ручьёв, один из которых вытекает из озера Белоголовое. Озёра Большие и Малые Швакшты соединяются посредством протоки.
Большие Швакшты — самое крупное озеро Поставского района. Площадь его зеркала составляет 9,56 км². Длина водоёма — 4,2 км. Наибольшая ширина — 3,4 км, средняя — 2,29 км. Длина береговой линии — 13,05 км. Наибольшая глубина 5,3 м, средняя — 2,3 м. Объём воды в озере составляет 22,3 млн м³. Площадь водосбора — 94,2 км² (по другим данным — 84,6 км²).

## Морфология
Озеро расположено в блюдцеобразной котловине остаточного типа, слегка вытянутой с северо-запада на юго-восток. Считается, что изначально озёра Большие и Малые Швакшты представляли собой единый подпруженный водоём, который позднее сократился в размерах и разделился на два озера, соединённые протокой.
Склоны котловины супесчаные, пологие, высотой преимущественно до 6 м, поросшие кустарником, в северо-восточной части лесистые. Высота южных склонов достигает 8—9 м. Береговая линия извилистая на востоке и ровная на западе. Вдоль берегов тянется валунно-галечный вал высотой 0,3—0,4 м. Местами имеется заболоченная пойма.
Берега низкие, высотой 0,2—0,3 м, главным образом песчаные. Западные берега торфянистые, сплавинные; восточные — песчано-галечниковые. Дно плоское. Мелководье достаточно обширное. Вдоль северо-восточного, восточного и южного берегов до глубины 1,5—2 м дно песчаное, заиленное. Вдоль остальных берегов распространены сапропели преимущественно карбонатного характера. Центральную часть озера занимают высокоорганические тонкодетритовые сапропели на карбонатной подстилке. Средняя мощность отложений превышает 6 м, максимальная достигает 9 м. Общие запасы сапропелей озера Большие Швакшты составляют 25 млн м³.

## Гидрология
Водоём считается слабопроточным. Тем не менее, время полного водообмена составляет 1—2 года. Приходную часть водного баланса составляют осадки и впадающие ручьи, расходную — выток в реку Страча через озеро Малые Швакшты, являющееся её истоком. Уровень воды в озере и распределение стока в течение года почти не меняются вследствие низинности рельефа и обилия лесов и болот на площади водосбора.
Благодаря значительной площади зеркала и небольшой глубине вода в озере интенсивно перемешивается ветром и прогревается солнцем. Водная толща хорошо насыщена кислородом на протяжении почти всего года, однако в конце зимы из-за процессов разложения органических остатков в придонной области возникает дефицит кислорода.
Вода в озере относится к гидрокарбонатному классу кальциевой группы. Минерализация достигает 235 мг/л, прозрачность — 2,5 м. Водоём в значительной степени подвержен эвтрофикации.

## Флора и фауна
Благодаря небольшой глубине и относительно высокой прозрачности воды озеро богато водными растениями. Вдоль берегов произрастают преимущественно камыш и тростник, а также рогоз, ежеголовник, хвощ. Ширина полосы надводной растительности варьируется от 15 до 200 м. Возле северного и западного берегов сформировалась полоса растений с плавающими листьями: кубышка, кувшинка, рдест плавающий, стрелолист, шелковник жестколистный. До глубины 3,5 м широко распространены подводные растения: роголистник, уруть, телорез, элодея, рдесты, харовые водоросли.
В воде обнаружен 91 вид фитопланктона (количество биомассы — 9,4 г/м³) и 34 вида зоопланктона (1 г/м³). На дне обнаружены 28 видов зообентоса (20 г/м²). В отдельные годы отмечается нежелательный рост численности сине-зелёных водорослей.
В озере водятся лещ, щука, речной угорь, налим, сом, сазан, окунь, плотва, краснопёрка, линь, карась, густера, уклея. Отмечена европейская ряпушка — редкий вид рыбы, занесённый в Красную книгу Республики Беларусь. Озеро зарыблялось белым амуром и толстолобиком. В 2019 году проводилось интродуцирование судака.

## Охрана
Постановлением Кабинета Министров Республики Беларусь от 25.09.1996 № 631 «Об образовании республиканского гидрологического заказника „Швакшты“» был создан гидрологический заказник, в состав которого вошли озёра Большие и Малые Швакшты. В настоящее время заказник «Швакшты» входит в состав Нарочанского национального парка.

## Рекреационное использование
Озеро Большие Швакшты входит в состав водного туристического маршрута «Нарочанское кольцо».
На берегу озера оборудовано несколько туристских стоянок и объектов отдыха. На озере разрешена платная рыбалка.